# Charlie Mariano
Charlie Mariano (Boston, 1923. november 12. – Köln, 2009. június 16.) amerikai szaxofonos.

## Pályafutása
Mariano olasz bevándorlók fiaként született. A bostoni Hyde Park negyedben nőtt fel. A második világháború alatt a középiskola után bevonult a hadsereg légihadtestébe. A katonai szolgálat után Mariano (az akkori nevén Schillinger House of Music nevű intézménybe), a Berklee College of Musicba járt. 1965 és 1971 között a Berklee tanári karának tagja volt.
Mariano 1971-ben Európába költözött, a németországi Kölnben telepedett le harmadik feleségével, Dorothee Zippel Mariano festővművésszel.
Játszott az egyik Stan Kenton big bandben Toshiko Akiyoshi zongoristával (akkori feleségével), Charles Mingus-szal, Eberhard Weberrel, a United Jazz and Rock Ensemble-lel, az Embryoval és számos más jelentős zenekarral és zenésszel.
Marianónak hat lánya volt, köztük négy lánya első feleségétől, Glenna Gregory Marianótól: Sherry, Cynthia, Melanie és Celeste, és mostohaapja volt Glenna fiának, Paris Marianónak. Legfiatalabb lánya, Zana Mariano élettársától, Charlotte Bulathsinghláról született. Marianónak hét unokája és két dédunokája volt. 2009. június 16-án halt meg rákban, 85 évesen.

## Albumok
- Charlie Mariano With His Jazz Group (1950)
- The New Sounds From Boston (1951)
- Charlie Mariano Boston All Stars (1953)
- Charlie Mariano Sextet (1953)
- Charlie Mariano (1956)
- Beauties of 1918/Something for Both Ears (1957)
- A Jazz Portrait of Charlie Mariano (1963)
- Charlie Mariano & Sadao Watanabe (1967)
- Mirror (1972)
- Cascade (1974)
- Helen 12 Trees (1976)
- Reflections (1977)
- October (1978)
- Mariano (1988)
- Swingin' with Mariano (1990)
- Boston Days (1994)
- Seventy (1995)
- Deep in a Dream (2003)

## Fordítás
Ez a szócikk részben vagy egészben  a   Charlie Mariano című angol Wikipédia-szócikk ezen változatának fordításán alapul.  Az eredeti cikk szerkesztőit annak laptörténete sorolja fel. Ez a jelzés csupán a megfogalmazás eredetét és a szerzői jogokat jelzi, nem szolgál a cikkben szereplő információk forrásmegjelöléseként.